# Poeciliopsis
Poeciliopsis là một chi cá thuộc họ Cá khổng tước. Những loài trong chi này được tìm thấy chủ yếu ở Bắc Mỹ (cụ thể là ở Mexico), Trung Mỹ và phía bắc Nam Mỹ, trải dài từ bang Sonora (Mexico) đến Colombia.
Trong số các loài thuộc chi Poeciliopsis, chỉ có là P. turrubarensis và P. occidentalis có phạm vi phân bố mở rộng sang Colombia. P. occidentalis còn được phát hiện tại sông Gila, con sông chảy qua hai bang Arizona và New Mexico (miền nam Hoa Kỳ).

## Từ nguyên
Nhà ngư học người Anh Charles Tate Regan đã chọn cái tên Poeciliopsis để đặt cho chi này bởi vì mõm và răng của các loài trong chi này tương đồng với Poecilia (hậu tố –opsis trong danh pháp của chi có nghĩa là "ngoại hình, hình dáng").

## Mô tả
Các loài trong chi Poeciliopsis có chiều dài cơ thể được ghi nhận trong khoảng từ 3 cm đến 13 cm; cá mái luôn lớn hơn cá đực. Cơ thể của Poeciliopsis chủ yếu có màu vàng nâu hoặc nâu nhạt; ở hai bên lườn có thể có các sọc hoặc chấm đen.
Cá đực có một vây giao cấu rất dài, được gọi với thuật ngữ là gonopodium. Vây giao cấu thực chất là vây hậu môn của cá đực phát triển thành cơ quan sinh dục.

## Loài
Có tất cả 25 loài được công nhận trong chi này:
- Poeciliopsis baenschi Meyer, Radda, Riehl & Feichtinger, 1986
- Poeciliopsis balsas Hubbs, 1926
- Poeciliopsis catemaco Miller, 1975
- Poeciliopsis elongata (Günther, 1866)
- Poeciliopsis fasciata (Meek, 1904)
- Poeciliopsis gracilis (Heckel, 1848)
- Poeciliopsis hnilickai Meyer & Vogel, 1981
- Poeciliopsis infans Woolman, 1894
- Poeciliopsis jackschultzi Conway, Mateos & Vrijenhoek, 2019[3]
- Poeciliopsis latidens (Garman, 1895)
- Poeciliopsis lucida Miller, 1960
- Poeciliopsis lutzi (Meek, 1902)
- Poeciliopsis monacha Miller, 1960
- Poeciliopsis occidentalis (Baird & Girard, 1853)
- Poeciliopsis paucimaculata Bussing, 1967
- Poeciliopsis pleurospilus (Günther, 1866)
- Poeciliopsis presidionis (Jordan & Culver, 1895)
- Poeciliopsis prolifica Miller, 1960
- Poeciliopsis retropinna (Regan, 1908)
- Poeciliopsis santaelena Bussing, 2008[4]
- Poeciliopsis scarlli Meyer, Riehl, Dawes & Dibble, 1985
- Poeciliopsis sonoriensis (Girard, 1859)
- Poeciliopsis turneri Miller, 1975
- Poeciliopsis turrubarensis (Meek, 1912)
- Poeciliopsis viriosa  Miller, 1960